# Tonje Angelsen
Tonje Angelsen (17 de enero de 1990) es una deportista de Noruega que compite en atletismo. Ganó una medalla de bronce en el Campeonato Europeo de Atletismo por Equipos de 2019, en la prueba de salto de altura.